# Apertium
Apertium je platforma za računalno prevođenje razvijena uz pomoć sredstava španjolske i katalonske vlade na Sveučilištu u Alicanteu. Apertium je slobodni softver, objavljen pod GNU GPL licencijom.
Apertium je nastao kao jedna od jezgri za računalno prevođenje u okviru projekta OpenTrad. Iako je u početku razvijen za prevođenje bliskih jezika, njegove mogućnosti su u međuvremenu poboljšane te je sada moguće tretirati i divergentne jezične parove. Novi jezični par kreira se pripremom jezičnih podataka u obliku rječnika i pravila u dokumentiranom XML formatu.
Jezični podatci koji su trenutno razvijeni za upotrebu u Apertiumu (u suradnji sa Sveučilištem u Vigu, Politehničkim Sveučilištem u Kataloniji te Sveučilištem Pompeu Fabra) podržavaju romanske jezike iz Španjolske (kastiljski, katalonski i galicijnski) te engleski, portugalski, francuski, rumunjski i okcitanski.
Apertium je tzv. shallow-transfer sustav za računalno prevođenje koji koristi potpuni oblik za sve leksikološke transformacije i skriveni Markovljev model za označavanje izgovora ili odabir ispravne kategorije rijči.

## Linkovi
- (srp.) Apertium Wiki: Uputstvo na srpskom jeziku  Arhivirana inačica izvorne stranice od 16. prosinca 2007. (Wayback Machine)